# Gabriel Sabourin
Pour les articles homonymes, voir Sabourin.
Gabriel Sabourin est un acteur et scénariste québécois.

## Biographie
Après sa sortie de l'École nationale de théâtre du Canada en 1994, Gabriel Sabourin endosse à la scène plus d'une vingtaine de rôles, notamment dans La Leçon d'histoire d'Alan Bennett (Compagnie Jean Duceppe), L'Avare de Molière (TDP), Monsieur Bovary de Robert Lalonde (TNM et CNA), Mathieu trop court, François trop long de Jean-Rock Gaudreault (CNA), L'Heureux Stratagème de Marivaux (Théâtre du Rideau Vert) et Le Menteur de Corneille (TDP). 
Également présent à la télévision, il joue dans Au secours de Béatrice, La Galère, Les Super Mamies, Les Machos, Sous le signe du lion et Harmonium. 
Au cinéma, il apparaît dans Histoire de famille, ainsi que dans Amsterdam, Miraculum, C'est le cœur qui meurt en dernier, trois films dont il signe également les scénarios. 
Passionné de création, Gabriel Sabourin coécrit et joue Les Gymnastes de l'émotion et codirige Le Grand Théâtre Émotif du Québec. Il signe aussi le texte et la mise en scène de Tzung-maï (Momentum).
Il est le fils de Marcel Sabourin et le frère de Jérôme, directeur photo sur des plateaux de tournage, Alexis, endocrinologue et Thomas, urgentologue, avec qui il a l'occasion de travailler dans le cadre du tournage du documentaire Pandémie: Sommes-nous prêts?,. 

## Filmographie

### Acteur

#### Cinéma
- 2006 : Histoire de famille : Jean Langelier, 39 ans
- 2006 : Le Secret de ma mère : Paul 23-37 ans
- 2007 : La Lâcheté : médecin
- 2013 : Amsterdam de Stefan Miljevic : Jeff
- 2014 : Miraculum : Simon
- 2016 : La Nouvelle Vie de Paul Sneijder : Me Cudmore
- 2017 : C'est le cœur qui meurt en dernier : Julien
- 2018 : La Chute de Sparte : François Simard
- 2019 : Apapacho, une caresse pour l'âme de Marquise Lepage : le père
- 2021 : Une révision de Catherine Therrien : Victor Gauthier

#### Télévision
- 1994 : Les Grands Procès : Robert Lemieux
- 1995 : Scoop IV : gars no 3
- 1995 : Les Machos : Jean-Claude Théberge
- 1997 : Sous le signe du lion : Michel Martin
- 1997 : L'Incompris
- 2000 : Chartrand et Simonne : universitaire
- 2002 : Les Super Mamies : Philippe Bédard
- 2002 : Lance et compte : Nouvelle Génération : Gilles Fortier
- 2003 : Harmonium (mini-série) : Paul
- 2004 : Les Bougon, c'est aussi ça la vie! : Claude
- 2005 : Au nom de la loi : Normand
- 2006 : Vice caché : patron de Laurent
- 2006 : C.A. : Stéphane Breault
- 2007 : La Galère : Antoine
- 2010 : Trauma : Marc Lemieux
- 2014 : Mensonges : Fred Martin
- 2014 : Au secours de Béatrice : Benoît Richard
- 2019 : Épidémie : Marc Gauthier[3]
- 2020 :  Eaux turbulentes (saison 1) : Charles Carignan
- 2022 : Cerebrum : Richard Lacroix[4]
- 2023 : Eaux turbulentes (saison 1 et 2) Charles Carignan

### Scénariste
- 2013 : Amsterdam
- 2014 : Miraculum
- 2017 : C'est le cœur qui meurt en dernier
- 2019 : Moi, j'habite nulle part (mini-série)